# Megaselia acutipennis
Megaselia acutipennis är en tvåvingeart som beskrevs av Bridarolli 1951. Megaselia acutipennis ingår i släktet Megaselia och familjen puckelflugor. Inga underarter finns listade i Catalogue of Life.